# Archaeoscelio
Archaeoscelio är ett släkte av steklar. Archaeoscelio ingår i familjen Scelionidae.
Kladogram enligt Catalogue of Life:
| Archaeoscelio | \| \| Archaeoscelio filicornis \| \| \| \| \| \| Archaeoscelio rugosus \| \| \| \| |
|               | \| \| Archaeoscelio filicornis \| \| \| \| \| \| Archaeoscelio rugosus \| \| \| \| |
|               | Archaeoscelio filicornis                                                           |
|               |                                                                                    |
|               | Archaeoscelio rugosus                                                              |
|               |                                                                                    |